# Rock csont
A Rock csont (eredeti cím: Rock Dog) 2016-ban bemutatott kínai–amerikai 3D-s számítógépes animációs filmvígjáték, amely Zheng Jun képregénye alapján készült. Az animációs játékfilm rendezője Ash Brannon, producerei Amber Wang, David B. Miller, Rob Feng, Joyce Lou és Zheng Jun. A forgatókönyvet Ash Brannon és Kurt Voelkera írta, a zenéjét Rolfe Kent szerezte. A mozifilm a Mandoo Pictures, a Huayi Tencent Entertainment Company, az Eracme Entertainment és a Dream Factory Group gyártásában készült, a Huayi Brothers és a Lionsgate forgalmazásában jelent meg.
Kínában 2016. július 8-án, Amerikában 2017. február 24-én, Magyarországon 2017. március 9-én mutatták be a mozikban.

## Cselekmény
Egy kis hegyi faluban többféle állat él, köztük igen sok a birka. Mivel korábban előfordult, hogy farkasok támadtak rájuk, ezért az egyetlen őrkutya, egy tibeti masztiff azt találja ki, hogy kutyabábokat ad rá a birkákra, amikről messziről azt lehet hinni, hogy sok marcona és erős őrkutya őrzi a területet. A kiképző kutya gyermekét, Bodit csak a zenélés érdekli kicsi kora óta, de apja betiltja a hangszereket a faluban, mert a hangok odacsalhatják a farkasokat.
Egyszer egy kis áthaladó repülőgépből kipotyog néhány tárgy és a mezőre esik, köztük egy táskarádió, ami működőképes marad, és éppen Bodi, a zeneszerető masztiff találja meg. Hamar beállítja és a felcsendülő rockzene teljesen elbűvöli, ráadásul egy nyilatkozatban egy (számára ismeretlen, de legendás) rocksztár azt tanácsolja a fiataloknak, hogy tartsanak ki, gyakoroljanak zenélni. Bodi megszerzi az egyik elzárt hangszert és titokban játszani kezd rajta. Apja rossz szemmel nézi a dolgot, mivel azt szeretné, hogy az őrhelyét Bodi vehetné át, amikor ő már kiöregszik belőle.
Egy öreg és bölcs jak azonban azt tanácsolja az apának, hogy engedje érvényesülni a fiát, aki ha nehezen is, de elengedi őt a városba.
Bodi először egy parkba megy, ahol különféle amatőr zenekarok próbálnak megélni a járőkelők adományaiból. A naiv Bodi azt hiszi, hogy az egyik zenekar éppen gitárost keres, azonban a meglévő gitáros ezt viccnek fogja fel és kihívja gitárpárbajra („zúzás”-ra) az ifjú amatőr zenészt, akinek egy hevesebb mozdulat következtében elrepül a hangszere, így a párbaj csúfos véget ér számára. Utolsó vicces tanácsként még azt mondja neki a gitáros, hogy keresse meg a legendás rocksztárt, Angus Scattergood-ot, és kérjen tőle gitárórákat. Bodi ezt is szó szerint veszi, és elmegy a modern kori palotához, aminek a fém kapujába elektromosságot vezettek, így Bodi áramütést kap, amikor a kapott tanács szerint megcsókolja a kaput. Átmászik a kapun, ekkor egy labirintuson kell keresztül jutnia, amit nagy méretű, automata egerek őriznek. Majd az ajtónál csapdába esik.
Bent, a csarnokméretű hangstúdióban Angus Scattergood alkotói válságban van, nem tudja megírni azt a dalt, amit három nap múlva le kell adnia a lemezkiadónak, különben felbontják a szerződését. Angus szórakozásból kinyitja az ajtót és azt mondja Bodinak, hogy törölje meg a lábát, azonban a lábtörlő inkább katapultnak bizonyul, ami Bodit visszahajítja az utcára (ami jó messze van). Az eső is elered, ezért Bodi egy szemeteskukába mászik, azonban azt összeszedi egy kukás autó.
Kiderül, hogy a farkasok is inkább a városban élnek, öltönyben járnak és autót vezetnek. Főnökük tudomására jut, hogy a faluból a fiatal masztiff elutazott a városba, így megbízza az embereit, hogy kapják el, mert így akar információhoz jutni a falu védelméről és a lehetséges támadási pontokról. Emberei azonban sokáig elügyetlenkedik a masztiff elrablását.
Bodi visszamegy a rocksztár háza elé és zenélni kezd a járdán, míg odabent Angus az új zeneszámát próbálja megalkotni. Rájön, hogy az utcán felhangzó egyszerű dallam nem is hangzik rosszul, így lemegy hozzá, de a rajongóit szállító turistabusz utasai oda akarnak rohanni, így menekülnie kell. Egy szemetes konténerben találnak menedéket. Angus rájön, hogy nincs nála pénz, egy taxit sem tud hívni, hogy hazamehessen. Megkéri Bodit, hogy zenéljen a parkban és a kapott pénzt adja neki, hogy haza tudjon menni. Azonban Bodi még gyenge kezdő, így nincs bevétele. A farkasok azonban éppen akkor mennek arra az autójukkal, és elhatározzák, hogy egyúttal egy hatalmas porszívóval fogják elrabolni. Közben Angus azt javasolja Bodinak, megmutatja neki hogyan kell zenélni, és elkezd játszani. Bodi szeretne eldicsekedni a parkban a többi zenésznek az új barátjával, eközben a farkasok (nem tudva a személycseréről) egy hosszú csövön látatlanban Angust szippantják be a porszívóba. Mire Bodi visszamegy a hitetlenkedő zenészekkel, Angusnak hűlt helye van.
A farkasok főnöke ismeri név szerint Angust, hiszen elég híres, így az embereivel hazaküldeti.
Végül sikerül elkapniuk Bodit kábító lövedékekkel, és ezek hatása alatt kikotyogja, hogy a valóságban csak egy birkahadsereg őrködik a falu biztonsága felett. A farkasok azonnal megtámadják a falut, mivel szeretnék minden lakóját nyárson sütve megenni.
Bodi azonnal oda akar rohanni, azonban Angus éppen őt keresi, mert a lelkiismerete bántja, hogy a rádióban elhallgatta Bodi közreműködését a legújabb számában, amit saját alkotásaként mutatott be. Angus felajánlja a saját koncertjáró buszát, és közösen a faluba sietnek, ahol a farkasok már mindenkit megkötöztek és éppen megsütni akarják őket. Bodi a legutolsó zenélésük alkalmával rájött, hogy az apja által a harcművészetben megnyilvánuló energia benne is megvan, amit ő a gitározás közben tud átadni azoknak, akik a közelében vannak. Amikor a farkasok őt is körbeveszik, apja biztatására zenélni kezd. A zenéből kiáradó energia szó szerint elsöpri a farkasokat (később a birkákat is), akik mindannyian a levegőbe emelkednek. A farkasok főnökét Bodi apja győzi le egy messzire repítő ütéssel.
A záró képsorokban Bodi, a parkban megismert néhány zenész és Angus közösen lépnek fel egy koncerten, ahol a közönség soraiban a farkasok is békésen viselkednek.

## Szereplők
| Szereplő                     | Eredeti hang      | Magyar hang                       | Fajta           |
| ---------------------------- | ----------------- | --------------------------------- | --------------- |
| Bodi, fiatal masztiff        | Luke Wilson       | Puskás Péter                      | tibeti masztiff |
| Angus Scattergood, rocksztár | Eddie Izzard      | Simon Kornél Mikecz Kornél (ének) | perzsamacska    |
| Khampa, masztiff apa         | J. K. Simmons     | Törköly Levente                   | tibeti masztiff |
| Linnux, farkasfőnök          | Lewis Black       | Schneider Zoltán                  | farkas          |
| Riff                         | Kenan Thompson    | Gémes Antos                       | farkas          |
| Darma                        | Mae Whitman       | Törőcsik Franciska                | róka            |
| Germur                       | Jorge Garcia      | Géczi Zoltán                      | kecske          |
| Trey                         | Matt Dillon       | Király Attila                     | hópárduc        |
| Fleetwood Yak, bölcs öreg    | Sam Elliott       | Papp János                        | jak             |
| Floyd                        | Will Finn         | Pálfai Péter                      | juh             |
| Carl                         | Will Finn         | Márkus Sándor                     | juh             |
| Steve                        | Matthew W. Taylor | Ágoston Péter                     | juh             |
| Ian                          | Ash Brannon       | Mészáros Máté                     | –               |
| DJ                           | Liza Richardson   | Czifra Krisztina                  | –               |